# Ford Field
Ford Field är en kupolformad arena i Detroit i Michigan för amerikansk fotboll. Den är i första hand hemarena för NFL-laget Detroit Lions, Michigan Panthers of the United States Football League (USFL), Mid-American Conference mästerskapsspel och det årliga Quick Lane Bowl för collegefotboll, statliga fotbollsmatcher för MHSAA, MHSAA Statistik Wrestling Championships och MCBA Marching Band State Finals, bland andra evenemang. Det ordinarie antalet sittplatser för publik är cirka 65 000, men den kan utökas till 70 000 för fotboll och 80 000 för basket.
Namnrättigheterna köptes av Ford Motor Company för 40 miljoner USD under 20 år. Familjen Ford har en kontrollerande andel i företaget och de har kontrollerat ägandet av Lions franchise sedan 1963.

## Historik
År 1975 flyttade Lions till Pontiac Silverdome efter att ha spelat på Tiger Stadion åren 1938 till 1939 och 1941 till 1974. I mitten av 1990-talet började de undersöka möjligheten att återvända till staden Detroit med avsikt att bygga en ny stadion. Den 20 augusti 1996 tillkännagav Lions sin avsikt att bygga en ny stadion i Downtown Detroit. Den 5 november 1996 godkände väljarna en folkomröstning för stadion.
Byggstart för stadion blev den 16 november 1999, som en del av en revitaliseringsplan för centrum i staden Detroit, som inkluderade Comericaparken.

## Byggnation
Arenans utformning bygger på ett före detta Hudsons lager, som byggdes på 1920-talet. Lagret gjordes om till kontorslokaler och har för närvarande (2019) Campbell Ewald och Bodman som hyresgäster.
Lagret möjliggör ett arrangemang av sittplatser som är unik för arenor för professionell amerikansk fotboll. Majoriteten av sviterna ligger i lagret längs stadions södra sidolinje, liksom loungerna som tillhandahåller premiumklubbsätena på den sidan av planen. Huvuddelen av läktarplatserna är placerade längs den norra sidlinjen och båda ändlinjerna, med luckor i stadions övre halva vid de sydvästra och sydöstra hörnen. Det övre däcket på stadions norra sidlinje innehåller också en nivå med sviter och en mindre del av klubbsittplatser.
Till skillnad från de flesta tidigare kupolformade arenor tillåter Ford Field en stor mängd naturligt ljus att nå planen, tack vare enorma takfönster och stora glasfönster i de öppna hörnen. Fönstren längs taket är frostade för att efterlikna bilfabrikerna som är vanliga i Metro Detroit. För att förhindra att stadion blir alltför domminerande i Detroits silhuett, är spelplanen placerad 14 meter under gatunivån, liknande designen på intilliggande Comerica Park.
Ford Field är en av få arenor i NFL som har slutzoner i öst och väst. Det finns ingen NFL-regel för plankonstruktion i arenor när det gäller solljus som kan distrahera spelare på planen. Den öst-västliga ändzondesignen inrymde Hudson-lagerplatsen. Det naturliga ljuset är inte en distraktion för spelarna i ett dagspel, eftersom ljuset bara når så långt som sidlinjen och lämnar planen fortfarande ordentligt upplyst med kombinationen av konstgjord stadionbelysning och solljus.
År 2017 genomgick Ford Field sin första stora renovering. Renoveringen på 100 miljoner USD omfattade nya videokort, ett nytt ljudsystem, uppdaterade sviter och renovering av flera restauranger, klubbar och barer i fastigheten.

## Evenemang
- Super Bowl XL 5 februari 2006 [16][17]
- Final Four i NCAA 2009[18]
- Frozen Four i NCAA 2010[19]
- WrestleMania 23 [20]

## Panoramabild

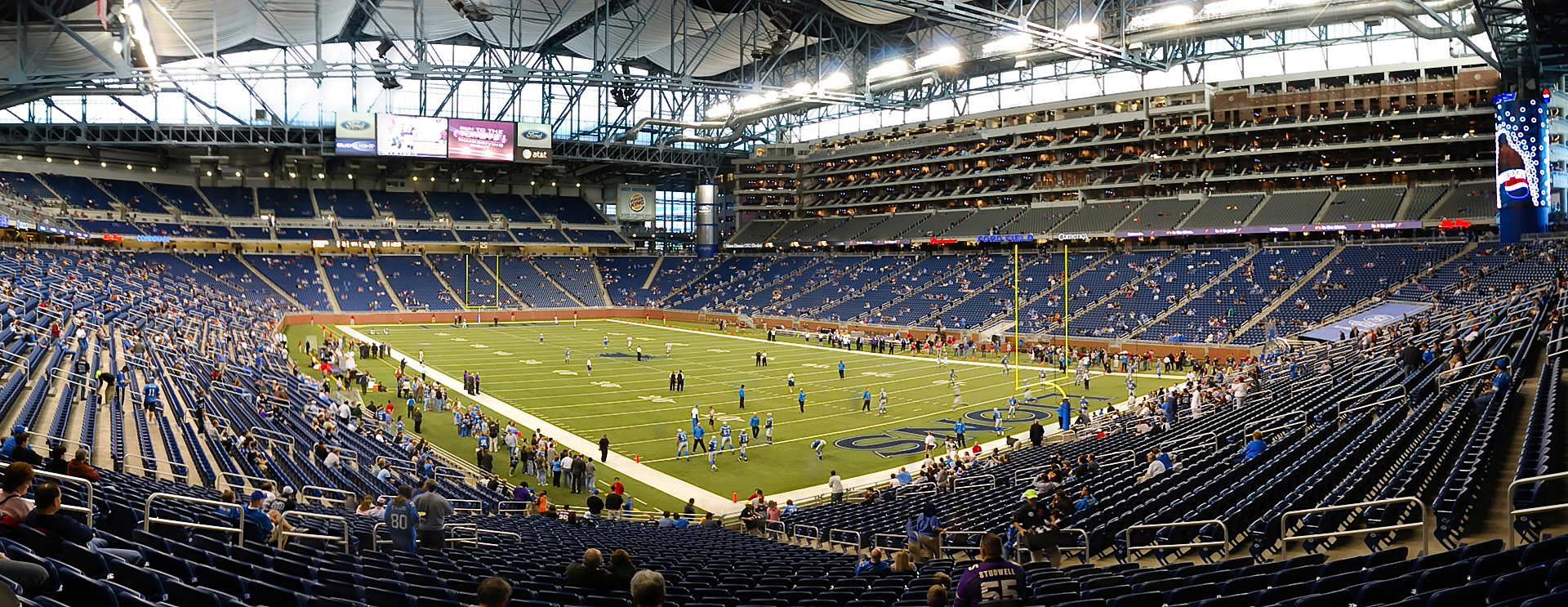
Panoramabild av Ford Field inför en match med Detroit Lions.

--